# Saint François d'Assise (Messiaen)
Scènes Franciscaines
Pour le personnage évoqué, voir François d'Assise.
Personnages
- L'Ange (soprano et dansé)
- Saint François (baryton)
- Le Lépreux (ténor)
- Frère Massée (ténor)
- Frère Elie (ténor)
- Frère Léon (baryton)
- Frère Bernard (basse)

Saint François d'Assise, Scènes Franciscaines, est un opéra français en trois actes et huit tableaux du compositeur français Olivier Messiaen, dont la composition est achevée en 1983. L'histoire s'inspire de la vie du franciscain François d'Assise du XIIIe siècle, qui fonde et donne son nom à un ordre religieux, canonisé et connu pour son assistance aux lépreux et représenté régulièrement parlant aux oiseaux.
À la suite d'une commande de l'Opéra de Paris par Rolf Liebermann, son directeur depuis 1973, et un premier refus du compositeur (d'abord perplexe), et grâce à l'insistance de Liebermann, Olivier Messiaen commence d'abord la rédaction du livret en 1975 et les esquisses de la musique sont écrites jusqu'en 1979 ; l'orchestration et la copie des huit partitions d'orchestre — qui correspondent aux huit tableaux, représentant deux mille pages et quatre heures de musique — sont réalisées ensuite et achevées en 1983. Après huit années de travail d'un projet aux dimensions hors-normes, la création a lieu le 28 novembre 1983, au Palais Garnier, sous la direction de Seiji Ozawa et remporte « un triomphe historique », avec huit représentations consécutives.
Saint François d'Assise, unique opéra du compositeur, cristallise la synthèse de ses recherches et découvertes musicales, réunissant à la fois sa passion pour l'ornithologie et l'expression de sa foi catholique.

## Historique

### Genèse de l'œuvre
Dans les années 1960, Olivier Messiaen explique que pour lui, l'art est le plus propice à exprimer les « vérités religieuses », mais qu'il estime que sur une scène, le sujet choisi risque d'être mal traité, parce qu'il peut « sombrer soit dans le ridicule, soit dans l'inconvenance, soit dans l'absurdité ». Effectivement, le compositeur écrit surtout des œuvres instrumentales accompagnés d'un programme religieux ; par ailleurs, son seul ouvrage vocal depuis 1949 est l'oratorio La Transfiguration de Notre Seigneur Jésus-Christ, de 1969. Bien qu'admirateur de certains opéras (Boris Godounov, Pelléas et Mélisande, Wozzeck, L'Orfeo ou encore ceux de Richard Wagner), il pensait que l'opéra dans sa forme historique ne convenait pas pour ce type de sujets et estimait qu'il fallait adapter une nouvelle formule de théâtre musical. En effet, quand Rolf Liebermann rencontre le compositeur en 1971 lors d'un repas au Palais de l'Élysée en présence du président Georges Pompidou, celui-ci le sollicite pour écrire un opéra, ce qui devient par la suite une commande de l'Opéra de Paris. Le compositeur refuse dans un premier temps. Devant l'insistance du directeur, Olivier Messiaen, alors septuagénaire, accepte et commence la rédaction du livret de son premier et unique ouvrage lyrique scénique : un « spectacle musical ». À l'origine, il est prévu de le créer dans le cadre du centenaire du palais de l'Opéra Garnier, en 1975.

Une première ébauche de projet autour de cinq scènes de la vie de François d'Assise est commencé dès 1971 mais ce n'est qu'à partir de 1975 que le projet est réellement officialisé avec la signature, en 1976, d'un contrat avec l'Opéra de Paris. Le compositeur rédige alors lui-même le livret, sans « aucune prétention littéraire », s'articulant en huit tableaux. Le compositeur écrit un mystère moderne, « plus statique que dramatique », aucun tableau n'est relié par une tension d'une intrigue ou d'un conflit, mais par le souci d'exposer « les divers aspects de la sainteté et du cheminement vers celle-ci ». L'opéra porte le sous-titre :  Scènes Franciscaines. S'agissant d'hagiographie, le choix de saint François d'Assise s'est vite imposé au croyant et à l’ornithologue qu’était Olivier Messiaen : « Il est le saint qui ressemble le plus au Christ » et « il parlait aux oiseaux ». 
« J’ai choisi Saint-François comme personnage d’abord, parce qu’il ressemblait au Christ par sa chasteté, par sa pauvreté, par son humilité, par les cinq plaies des deux pieds, des deux mains et du côté, c’est-à-dire par les stigmates. Mais aussi parce que si vous voulez, c’est en quelque sorte pour moi un confrère, je suis ornithologue et il prêchait les oiseaux. » 
Pendant la période de gestation, Olivier Messiaen, lit les biographies et témoignages, et fait de nombreuses recherches. D'une part sur l'iconographie : il étudie les fresques de Giotto à la Basilica di San Francesco à Assise, les tableaux de Fra Angelico au couvent San Marco à Florence. D'autre part des recherches en ornithologie, qui le conduisent de l'Italie à la Nouvelle-Calédonie pour étudier des chants d'oiseaux exotiques, notamment le Gerygone, qui lui rappelle un ange. Jusqu'en 1980, le compositeur entreprend plusieurs voyages d'étude, en particulier à Assise, dans l'objectif de s'imprégner des paysages dans lequel le Saint évolue en son temps.
La fabrication de l'ouvrage se met progressivement en place ; le chef d'orchestre japonais Seiji Ozawa est d'ores et déjà sélectionné par le compositeur en 1977, qui parvient également à convaincre en 1980 le baryton belge José Van Dam de créer le rôle de Saint François en l'invitant chez lui et lui faisant entendre une réduction pour piano par sa femme Yvonne Loriod. La partition du chant et du piano est achevée en octobre 1977, mais l'orchestration et la finalisation de l'ouvrage peinent à être conclues à cause d'une maladie qui atteint le compositeur. Quand Olivier Messiaen et Rolf Liebermann se rencontrent cette année pour dresser un bilan, le compositeur exprime des réserves sur la possibilité de terminer l'ouvrage à temps, malgré le temps libre que lui laisse la retraite qu'il prend en arrêtant ses cours au conservatoire. En juin 1977, dans une lettre adressée au directeur, le compositeur expose les difficultés de la tâche et détaille sa méthode, expliquant la lenteur qu'impose ce labeur, à raison d'une page par jour, sur les deux mille cinq-cents que comporte la partition,. Or peu après, on fait l'annonce publique d'un opéra en préparation, ce qui déroge à la volonté du compositeur de travailler dans la plus grande discrétion. Bien qu'on prévoyait initialement monter l'œuvre en 1980, Olivier Messiaen prévient qu'il ne terminera l'instrumentation qu'en 1982 ; la création est ainsi repoussée. Peinant à terminer l'écriture et probablement atteint de dépression, le compositeur est tout de même déterminé à parfaire sa composition, qu'il souhaite parfaite et estime être son chant du cygne. Il faut attendre novembre 1983 et la fin de l'instrumentation de la partition pour l'orchestre afin que la création de Saint François d'Assise puisse avoir lieu.

### Productions

#### Création
La création a lieu le 28 novembre 1983, à l'Opéra de Paris au Palais Garnier, avec Christiane Eda-Pierre dans le rôle de l'Ange, José van Dam en Saint François, Kenneth Riegel pour le Lépreux, Michel Philippe en Frère Léon, Georges Gautier en Frère Massée, Michel Sénéchal dans le rôle de Frère Élie, et Jean-Philippe Courtis en tant que Frère Bernard. Dans la fosse se trouvent les Chœurs et l'Orchestre du Théâtre national de l'Opéra de Paris, le chef des chœurs est Jean Laforge, tous sous la direction du chef japonais Seiji Ozawa, avec une mise en scène de Sandro Sequi et des décors et costumes de Giuseppe Crisolini-Malatesta. Le compositeur souhaite initialement se charger de la mise en scène mais en est dissuadé par le directeur de l'Opéra, Massimo Bogianckino.
La mise en scène, présentant des décors et des costumes proches du style des peintres qui ont inspiré Olivier Messiaen (Giotto, Fra Angelico), place l'action dans des paysages réalistes de l'Italie du trecento ; celle-ci est à l'inverse reçue de manière plutôt négative dans la presse. Olivier Messiaen est quant à lui satisfait du traitement de la mise en scène par Sandro Sequi et Giuseppe Crisolini, tous deux connaisseurs de la région où se situe l'action, ainsi que de leur respect et affranchissement des préconisations scéniques du compositeur.
Cette production, malgré la circonspection du public face à cet ouvrage qui est « complètement hors série et ne ressemble en rien à un opéra », « remporta d'emblée un triomphe historique, le public célébrant l'œuvre et son auteur pendant huit représentations consécutives, tandis que la critique parisienne lançait un débat animé où il convient de relever quelques regrettables diatribes ». La première constitue un véritable événement au sein d'une période où l'opéra, délaissé, ne fournissait aucune nouvelle création : la représentation est diffusée à la télévision en direct lors de la représentation du 12 décembre de cette année et contribue à lancer une nouvelle politique de création lyrique.

#### Productions ultérieures
L'imposante ampleur de l'ouvrage fait, après sa création à Paris, douter le public et les acteurs de la scène lyrique de la possibilité de remonter l'ouvrage. L'opéra est ainsi joué plusieurs fois en concert ou à la radio pendant les années qui suivent mais n'est pas monté sur scène avant une décennie. Après la création parisienne, deux reprises sont données en version de concert : une production salzbourgoise à l'été 1985, sous la direction de Lothar Zagrosek, avec Dietrich Fischer-Dieskau dans le rôle titre, et à Lyon en 1989, avec David Wilson-Johnson et Kent Nagano. Ce dernier était déjà l'assistant de Seiji Ozawa lors de la création en 1983. En 1988, une version semi-scénique est montée au Royal Festival Hall à l'occasion des 80 ans du compositeur.
La seconde mise en scène complète a lieu en 1992, de nouveau au Festival de Salzbourg (à la Felsenreitschule), par Peter Sellars, avec Esa-Pekka Salonen à la direction de l'Orchestre philharmonique de Los Angeles. Cette mise en scène fait intervenir un personnage supplémentaire qui n'existe pas dans la partition : un double de l'Ange, qui mime et danse. Production reprise en 1998, toujours au festival de Salzbourg, mais sous la direction de Kent Nagano, celle-ci est enregistrée par Deutsche Grammophon. Porté sur scène quelques mois après la mort du compositeur, ce cycle de représentations est ce qui permet à l'opéra d'affirmer sa légitimité et de rentrer dans le répertoire.
Suivent des productions à l'Opéra de Leipzig (1998) et au Deutsche Oper Berlin (2002). La première américaine est donnée au San Francisco Opera en septembre 2002, sous la baguette de Donald Runnicles et une mise en scène de Nicholas Brieger. Depuis, l'opéra est présenté sur scène à la Ruhrtriennale (de) à la Jahrhunderthalle à Bochum en 2003, puis à l'Opéra Bastille à Paris (2004) avec Sylvain Cambreling et Stanislas Nordey. En 2008, l'opéra est joué au Théâtre de musique d'Amsterdam et y est captée en DVD ainsi qu'en concert à la Salle Pleyel et lors des The Proms ; la même année, il est joué en version semi-concert par l'Orchestre symphonique de Montréal sous la direction de Kent Nagano. En 2011, à l'Opéra d’État de Bavière à Munich, il est mis en scène par l'artiste autrichien Hermann Nitsch. La production de la RuhrTriennale est jouée à l'Arena du Théâtre royal de Madrid en 2011. Il est monté Théâtre de Darmstadt en 2018. La première de l'opéra en Suisse a lieu en 2020 à Bâle au Theater Basel sous la direction de Clemens Heil et mis en scène par Benedikt von Peter.

### Postérité
Saint François d'Assise joue le rôle d'autorité dans les avant-gardes du plan national et a ouvert la voie à une revalorisation du genre lyrique et des maisons d'opéra. L'ouvrage, malgré la difficulté de sa mise en place par son gigantisme, l’exigence des rôles et la longueur de certains qui rebutent plus d'une scène à le monter, est par la suite peu à peu mis en scène de manière fréquente ce qui en fait un des rares ouvrages lyriques de la deuxième moitié du XXe siècle à s'être fait une place sur la scène et le répertoire internationaux. La partition paraît chez les éditions de Alphonse Leduc en 1991. En 1992, un numéro hors-série de L'Avant-scène opéra est consacré à l'ouvrage, et en 2004, un autre numéro complet paraît (n° 223).

## Description
Saint François d'Assise est un long ouvrage lyrique en français d'une durée d'environ quatre heures qui nécessite un effectif conséquent pour le mettre en place. Olivier Messiaen considère son ouvrage comme la synthèse de ses découvertes musicales et représente à la fois son intérêt pour l'ornithologie et l'expression de sa « foi catholique ». Il déclare en 1985 que son opéra est un « immense acte de foi » tout autant qu'un hommage à la « sainteté incarnée par François » d'Assise. Y ayant insufflé tous les mystères de sa propre foi, Olivier Messiaen déclare le soir de la première qu'il se sent vide, ayant finalement tout exprimé en tant que compositeur et annonce qu'il ne composerait plus jamais,.

### Distributions
| Rôle               | Voix               | Créateur Opéra de Paris, 1983 | Festival de Salzbourg, 1992/98 |
| ------------------ | ------------------ | ----------------------------- | ------------------------------ |
| Saint François     | baryton            | José van Dam                  | José Van Dam                   |
| L'Ange             | soprano            | Christiane Eda-Pierre         | Dawn Upshaw                    |
| Le Lépreux         | ténor              | Kenneth Riegel                | Chris Merritt                  |
| Frère Massée       | ténor              | Georges Gautier               | John Aler                      |
| Frère Elie         | ténor              | Michel Sénéchal               | Guy Renard                     |
| Frère Léon         | baryton            | Michel Philippe               | Urban Malmberg                 |
| Frère Bernard      | basse              | Jean-Philippe Courtis         | Tom Krause                     |
| Frère Sylvestre    | baryton            | Lucien Dalmon                 | Akos Banlaky                   |
| Frère Ruffin       | baryton            | Jean-Jacques Nadaud           | Dirk d'Ase                     |
| Direction musicale | Direction musicale | Seiji Ozawa                   | Esa-Pekka Salonen/Kent Nagano  |
| Mise en scène      | Mise en scène      | Sandro Sequi                  | Peter Sellars                  |
| Chef de chœur      | Chef de chœur      | Jean Laforge                  |                                |

### Orchestre et chœur
Voici la composition chorale et instrumentale, telle que donnée par le compositeur, avec certaines indications précises d'emplacement, dont l'entièreté de la partition tient en 2500 pages. L'ensemble compte 119 instruments et 150 choristes, :
- 1 - Bois :
3 piccolos, 3 flûtes, 1 flûte en sol, 3 hautbois, 1 cor anglais, 2 petites clarinettes en mi bémol, 3 clarinettes en si bémol, clarinette basse, clarinette contrebasse, 3 bassons, 1 contrebasson.
- 2 - Claviers :
Xylophone, xylorimba, marimba, glockenspiel, vibraphone.
- 3 - Cuivres :
1 petite trompette en ré, 3 trompettes en ut, 6 cors en fa, 3 trombones, 2 tubas, 1 tuba contrebasse.
- 4 - Ondes :
3 ondes Martenot, placées à des endroits différents pour obtenir des effets d'espace. La première onde Martenot est dans une loge d'avant-scène, à gauche du chef, côté premiers violons. La seconde est dans une loge d'avant-scène, à droite du chef, côté violoncelles. La troisième est dans une fosse d'orchestre, devant le chef.
- 5 - Chœur :
Chœur mixte de 150 personnes (sur la scène): 15 premiers sopranos, 15 seconds sopranos, 15 mezzos, 15 premiers contraltos, 15 seconds contraltos, 15 premiers ténors, 15 seconds ténors, 15 barytons, 15 premières basses, 15 secondes basses.
- 6 - Cordes :
16 premiers violons, 16 seconds violons, 14 altos, 12 violoncelles, 10 contrebasses.
- 7 - Percussions :
I : Premier jeu de cloches tubes, premiers claves, héliophone (machine à vent), caisse claire.
II : Premier triangle, seconds claves, 6 temple blocks, très petite cymbale, petite cymbale, cymbale suspendue.
III : Second triangle, troisièmes claves, wood-block, fouet, une paire de maracas, reco-reco, glass chimes, shell chimes, wood chimes, tambour de basque, 3 gongs.
IV : troisième triangle, quatrièmes claves, jeu de crotales, grande cymbale suspendue, cymbale suspendue, tom moyen, tom grave, 3 tam-tams.
V : second jeu de cloches tubulaires, tôle, cinquièmes claves, géophone, grosse caisse.

### Livret

#### Inspiration
Pour écrire son livret, Olivier Messiaen s'est inspiré de l'Écriture Sainte, de ses souvenirs ornithologiques, des écrits de saint François lui-même, notamment le Laudes Creaturarum (Cantique des Créatures), des Fioretti (Anonyme, XIVe siècle), des Considérations sur les Stigmates (Anonymes, XIVe siècle), au travers de citations plus ou moins directes, ou encore des Vies de Saint François de Saint Bonaventure,. Le Cantique est récité par le saint tout au long de l'ouvrage, par strophes. Chaque acte est construit autour d'une prière de François d'Assise qui est exaucée : au premier, il prie Dieu de le faire rencontrer un lépreux et de le faire aimer ; au second, il souhaite connaître un échantillon du bonheur céleste ; au troisième, il reçoit les stigmates de Jésus-Christ. Olivier Messiaen a dit qu'il aurait préféré écrire une Passion du Christ mais qu'il s'est rétracté en se rendant compte de l'impossibilité de la représenter sur une scène lyrique. En cela, le choix de Saint François a été déterminé par son rapprochement avec la figure du Christ et sert la dramaturgie du récit car la vie du saint imite celle de Jésus, appuyant l'idée du compositeur selon laquelle « le moment le plus glorieux de Dieu et de son Verbe incarné, c'est justement le mort ». 
L'axe dramatique de l'œuvre se situe exclusivement dans la progression de la Grâce de saint François. Il en résulte une certaine concision hagiographique, Olivier Messiaen n'a pas retenu les frasques de jeunesse de François, ce qui lui fut reproché par la suite. Il a répondu lors d'un entretien avec Claude Samuel que les péchés de Saint François ne présentaient pas un intérêt pour l'opéra. « J'ai supprimé beaucoup de choses pour ne prendre que les grandes lignes de mon sujet. J'ai toujours préféré choisir ce qui pouvait contenir du merveilleux, de la couleur et des chants d'oiseaux. Il ne sera donc pas question ici de Pierre Bernadone, de la rédaction de la Règle Franciscaine, de la Grande Sainte Claire, et du célèbre loup de Gubbio. » En effet, le compositeur a choisi de retrancher une bonne partie de l'aspect politico-religieux de François d'Assise pour privilégier son cheminement intérieur, remplaçant ainsi l'action classique d'une intrigue par l'unité du personnage principal. Ce faisant, les aspects majeurs de la vie du saint, comme son rejet d'une vie confortable dans sa famille ou son influence au sein de la religion, mais des scènes de sa vie, dans sa recherche spirituelle et sa relation avec le divin. Ce choix écarte nécessairement Saint François d'Assise de l'opéra traditionnel, dans le sens où il dépeint des scènes de vies d'un personnage, et ne met pas en scène un scénario dramatique autour de tensions de mort et d'amour.

#### Forme
Olivier Messiaen affirme lors de la création de son ouvrage, qu'il ne s'agit nullement d'un opéra dans sa forme traditionnelle : il précise que son ouvrage, à l'inverse des livrets d'opéra, ne contient pas « d’histoire passionnelle, et surtout parce qu’il n’y a ni crime ni meurtre ». De plus, l'absence d'« ensembles vocaux » ainsi que d'airs et de leitmotiv attestent selon lui le caractère inhabituel de son œuvre. En revanche, il compose pour chaque personnage un ou plusieurs thèmes et les associe avec un oiseau, qu'il symbolise au moyen d'une figuration musicale de leurs chant et cri.
Le livret contient de nombreuses indications scéniques inscrites par le compositeur, ainsi que sur les choix de décors, costumes ou encore de lumières, à la manière de Richard Wagner. On y retrouve notamment celles qui précisent qu'Olivier Messiaen imaginait les décors et costumes proche du réalisme historique et des paysages réels de l'Italie, inspirés notamment par le style des peintres italiens du Moyen Âge tardif tels que l'on retrouve chez Cimabue, Giotto ou Fra Angelico. Il imagine notamment que le costume du personnage principal soit une copie de la tenue de François d'Assise telle qu'elle est conservée dans sa ville et que celui de l'Ange soit inspiré d'un tableau de Fra Angelico : « il porte une robe rose mauve avec un pectoral doré. Et il a des ailes quadricolores, c’est-à-dire qu’il avait sur les ailes des bandes verticales, bleus, jaunes, rouges, vertes et cetera ». Le compositeur y mentionne également le placement des musiciens et surtout ceux des Ondes Martenot, ainsi que le moment et la manière de l'entrée de l'Ange dans le cinquième tableau.
Le découpage en trois actes et les huit scènes ne sont certainement pas dues au hasard, symbolisant respectivement la trinité et la renaissance spirituelle.

### Musique
Synthèse de son parcours artistique, Saint François d'Assise contient les différentes recherches que mène le compositeur tout au long de sa carrière. Synesthète, Olivier Messiaen déclare déployer sa musique autour de procédures harmoniques capable de rendre la couleur ; son opéra est également réceptacle de ce phénomène développé au début de sa carrière. La présence d'Ondes Martenot est caractéristique sa musique ainsi que son rapport aux instruments traditionnels.
Les critiques de l'époque, après la création, s'accordent à dire que musicalement, Saint François d'Assise a davantage en commun avec les autres ouvrages d'Olivier Messiaen qu'avec un réel opéra. En cela, ils estiment que la partition ne nécessiterait pas de mise en scène pour être jouée, au regard de son sujet religieux, de son action et musique statiques. Par ailleurs, son ouvrage contient certains passages qui évoquent les leitmotiv wagnériens et est structuré avec de la composition continue, et le compositeur précise que des motifs sont attribués à chaque personnage ou thème abordé,. La musique diffère cependant par son morcellement et ses ruptures des thèmes wagnériens ou de Claude Debussy, formant ainsi une espèce de mosaïque sonore. Olivier Messiaen précise qu'il n'a pas opéré de développement symphonique dans sa partition, et fait plutôt suivre la musique avec le texte.
De plus, de nombreux passages ont été composés pour imiter le chant et les cris des oiseaux, qui représentent ici un tiers de la partition, que le compositeur étudie depuis les années 1950 en allant les noter dans la nature. Les différents moyens pour rendre ces sons sont surtout confiés aux bois et aux percussions à baguettes (xylophone, marimba, etc.). Les sons d'oiseaux ont pour objectif de rendre l'ambiance de la nature de la région dans laquelle se déroule l'action ainsi que de servir de transitions dans la partition, tout autant que de prêter leur voix pour les motifs musicaux des personnages. Nous retrouvons notamment leur chant dans le Prêche des oiseaux (acte II, scène 6), avec un développement de plus de quarante-cinq minutes de musique. Le compositeur écrit trois fois des éléments tripartites : François prie trois fois pour demander la miséricorde de Dieu ; il chante à trois moments son Cantique du soleil ; l'ange intervient à trois reprises dans les moments dramatiques décisifs.
L'orchestre compte 119 musiciens : cette grande quantité instrumentale a par ailleurs été initialement reprochée au compositeur car elle ne correspondrait pas à la frugalité de la vie du saint, dit le Poverello. Le chœur est également de grande proportion, regroupant 150 chanteurs. Celui-ci joue le rôle d'un personnage à part entière, dans le sens où il commente l'action, incarnant parfois la voix divine, apparaît à plusieurs reprises sur scène ; le compositeur le compare à ceux du théâtre antique ou du Nô japonais.
L'écriture musicale des voix est sobre et fait attention à la clarté de ce qui est chanté, et fait également appel au plain-chant. Par ailleurs, le compositeur précise qu'il accorde une attention particulière au traitement de la voix : il favorise le chant par rapport à la musique quand le texte présente un moment décisif dans l'intrigue. En cela, rejetant les formes parlées ou alternatives au chant, il le privilégie à l'orchestre, qu'il fait parfois même taire pour mettre en valeur la phrase du personnage. La moitié des lignes vocales ne sont pas accompagnées par les instruments, parfois seulement d'un seul. Ces passages monodiques contrastent avec les courtes interjections musicales qui résonnent d'un coup régulièrement dans l'opéra.
Le compositeur exploite le do majeur en grande partie dans sa partition, ainsi que l'accord de sixte, qu'il associe à la lumière pure.

## Argument
L'action se situe en Italie au XIIIe siècle.

### Acte I

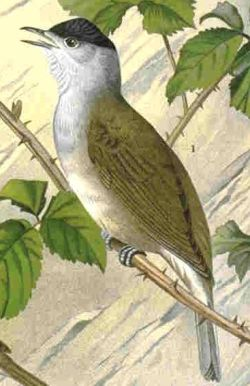
La Fauvette à tête noire, un des thèmes musicaux accompagnant Saint François

#### Scène 1: La Croix
Saint François explique à Frère Léon, qui exprime sa peur, que par amour pour le Christ, il doit endurer patiemment toutes ses contradictions, toute sa souffrance, et que cela est la « Joie parfaite ».

#### Scène 2: Les Laudes
Après la récitation des matines par les Frères, saint François, resté seul, demande à Dieu de lui offrir une grâce en le faisant rencontrer un lépreux et de le rendre capable de l'aimer.

#### Scène 3: Le Baiser au Lépreux
Dans une léproserie, un lépreux repoussant, couvert de pustules, proteste violemment contre sa maladie. Saint François entre, et s'asseyant à ses côtés, lui parle doucement. Un Ange apparaît à la fenêtre et dit : « Lépreux, ton cœur t'accuse mais Dieu est plus grand que ton cœur. »
Troublé par sa voix douce et par la bonté de saint François, le lépreux est pris de remords de s'être emporté. Saint François embrasse le lépreux. Miracle ! Le lépreux est guéri. Le lépreux danse de joie. Plus que la guérison du lépreux, c'est cette élévation de la Grâce qui fait exulter saint François, son triomphe sur lui-même.

### Acte II

#### Scène 4: L'Ange Voyageur
Sur un sentier forestier de La Verna, un ange apparaît sous les traits d'un voyageur. Il frappe à la porte du monastère, produisant un son énorme qui symbolise l'irruption de la Grâce. Le frère Massée ouvre la porte. L'Ange pose à Frère Elias une question sur la Prédestination. Ce dernier refuse de répondre et repousse l'Ange à l'extérieur. L'Ange frappe à nouveau à la porte et pose la même question à Frère Bernard qui répond avec beaucoup de sagesse. L'Ange parti, Frère Bernard et Frère Massée se regardent et Frère Bernard fait observer : « Peut-être était-ce un ange ?… »

#### Scène 5: L'Ange Musicien

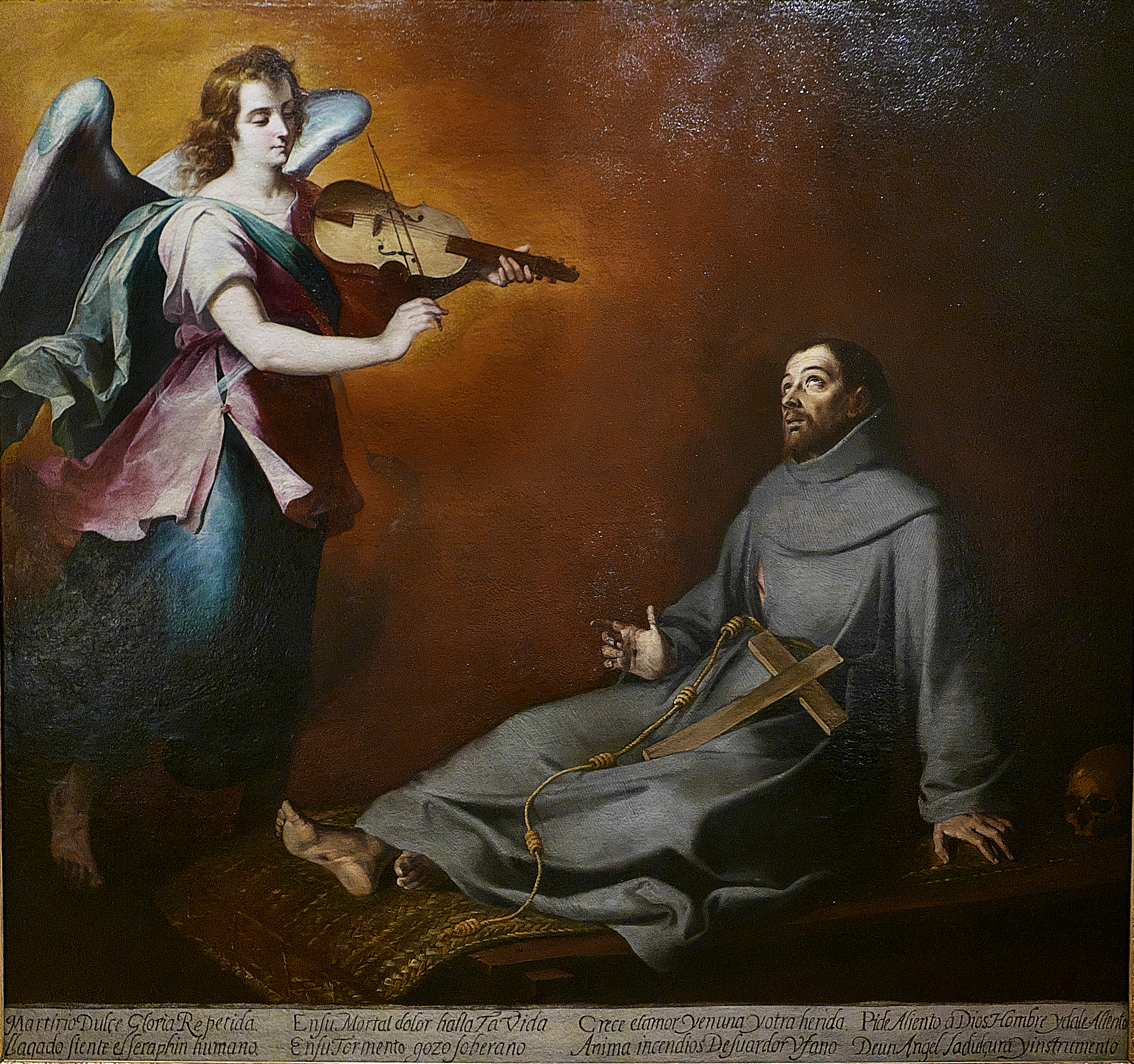
Bartolomé Esteban Murillo, L'Extase de Saint François d'Assise, c. 1660, Académie royale des Beaux-Arts Saint-Ferdinand.

L'Ange apparaît à Saint François et lui donne un avant-goût de félicité céleste, lui jouant un air sur sa viole. Cet air est si plaisant que Saint François défaille.

#### Scène 6: Le Prêche aux oiseaux
À Assise, aux Carceri, un grand chêne au printemps avec beaucoup de chants d'oiseaux, Saint François, suivi de Frère Massée, prêche un sermon aux oiseaux et les bénit solennellement. Les oiseaux répondent en un grand chœur dans lequel on entend non seulement les oiseaux d'Ombrie, en particulier la Fauvette à tête noire, oiseau typique des Carceri, mais aussi des oiseaux d'autres pays, comme l'Île des Pins, proche la Nouvelle-Calédonie.

### Acte III

#### Scène 7: Les Stigmates
À La Verna, de nuit, dans une caverne au-dessous d'un rocher surplombant, Saint François est seul. Une grande Croix apparaît. On entend la voix du Christ, symbolisée par un chœur, presque continuellement. Cinq flèches de rayons lumineux de la Croix frappent successivement les deux mains, les pieds et le côté droit de Saint François, en un son aussi puissant que celui qui accompagna les coups de l'Ange à la porte du Monastère. Ces cinq blessures, qui rappellent les cinq blessures du Christ, sont la confirmation divine de la sainteté de Saint François.

#### Scène 8: La Mort et La Nouvelle Vie
Saint François meurt, allongé au sol. Tous les Frères l'entourent. Il dit adieu à tous ceux qu'il a aimés et chante le dernier verset de son Cantique du Soleil, le verset de « notre Sœur la Mort physique ». Les Frères chantent le Psaume 141. L'Ange et le Lépreux viennent à Saint François pour le conforter. Saint François  prononce ses derniers mots : « Seigneur ! La musique et la poésie m'ont mené vers Toi ! En défaut de Vérité [...] m'éblouissent pour toujours par Ton excès de Vérité... » Il meurt. Les cloches sonnent. Tout disparaît. Tandis que le chœur chante la Résurrection, un rayon de lumière illumine l'endroit où précédemment le corps de Saint François gisait. La lumière croît, jusqu'à en devenir aveuglante et insupportable.

## Personnages et leurs thèmes

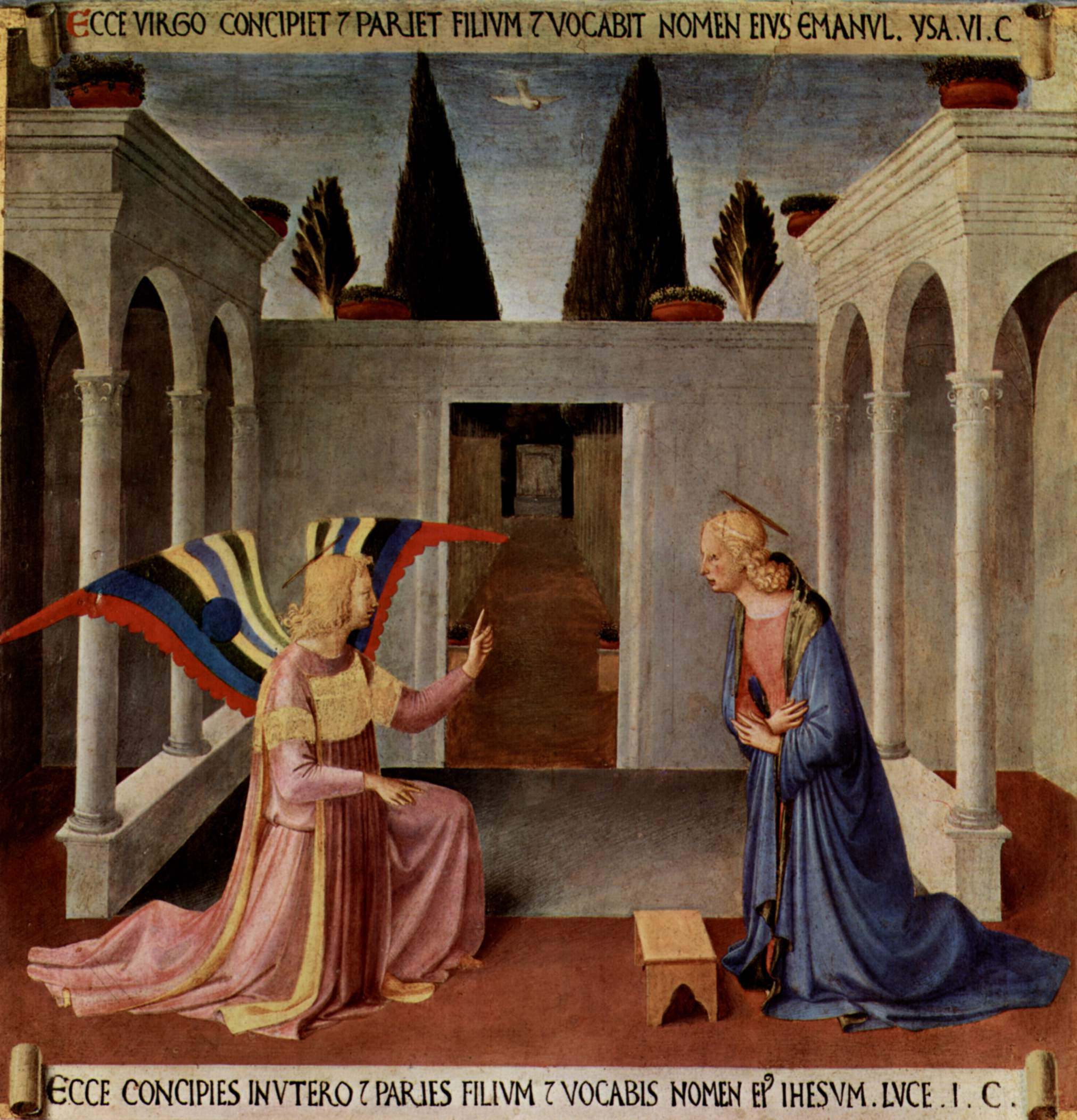
J'ai choisi, à Florence, parmi les fresques et retables de Fra Angelico, un ange extraordinaire, dont le portrait m'a hanté pendant toute la composition de mon ouvrage.
Fra Angelico, L’Annonciation, c.1452, Musée national San Marco, Florence.

Chaque personnage est caractérisé au moyen d'un ou de plusieurs thèmes et associé également à un chant d'oiseau.

### L'Ange
L'Ange a plusieurs thèmes : des ensembles de sept flûtes faisant des permutations d'accords ; des appels de hautbois et petite clarinette dans l'aigu, style Nô japonais ; des accords fortissimo avec leurs harmoniques ; un thème mélodique en mode deux ; un thème mélodique et harmonique en mode trois, attaché à ces mots : « Mais Dieu est plus grand que ton cœur » ; le chant de la Gerygone, petite fauvette à ventre jaune de l'île des Pins, près de la Nouvelle-Calédonie, joué par les piccolos, le xylophone, le glockenspiel : ce chant d'oiseau annonce et précède toutes les apparitions de l'Ange.

### Saint François
Le personnage de François d'Assise a une présence sur scène quasiment continue pendant tout l'ouvrage (d'une durée excédant quatre heures), excepté le quatrième tableau. Ces dispositions rendent difficile l'accès au personnage et le choix d'un artiste lyrique prêt à s'y confronter. Le belge José van Dam, le créateur du rôle, a été le principal chanteur à incarner Saint François durant les différentes représentations que l'opéra connait, et laisse sa marque sur son jeu pendant longtemps. Olivier Messiaen précise qu'il a laissé de côté les « péchés [et] la boue », qu'il juge inintéressants, de même que les disputes du personnage avec son père, ayant « horreur de la psychanalyse ».
Saint François a plusieurs thèmes : un thème mélodique confié aux violons, qui revient chaque fois qu'il est en scène ; un thème harmonique qui oppose un cluster à un accord de trombones, et qui intervient seulement dans les moments où Saint François chante avec solennité ; un thème de Décision, saut de double octave descendant, énergique ; un thème de Joie ; le chant de la Capinera (Fauvette à tête noire), oiseau type des Carceri, à Assise, dont les strophes interrompent souvent Saint François dans le sixième tableau. Le personnage chante à plusieurs reprises des passages de son Cantique du soleil.

### Le lépreux

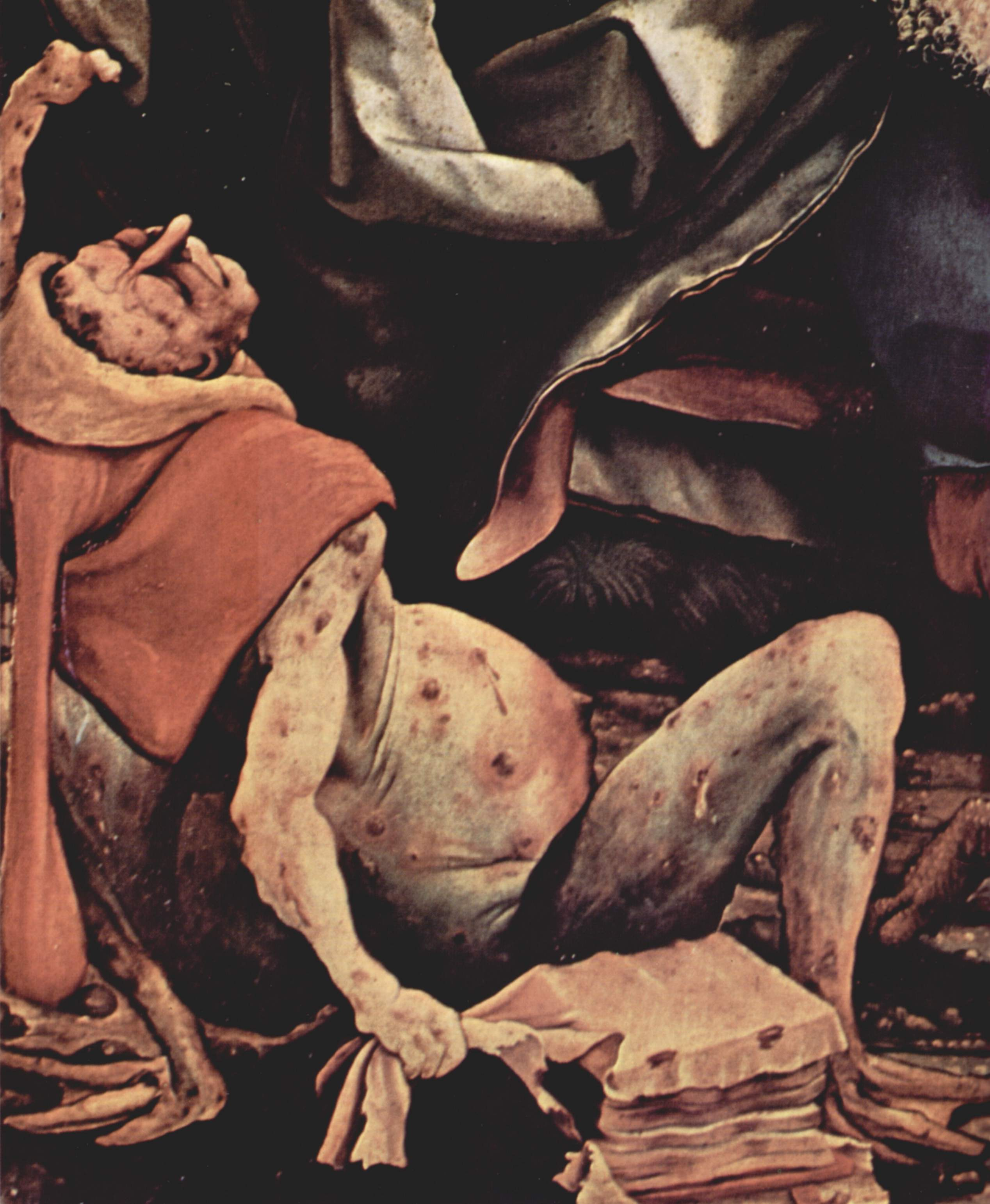
Olivier Messiaen souhaitait que le personnage du lépreux ressemble à celui de ce tableau.
Matthias Grünewald, Retable d'Issenheim, c.1516, Tentation de St Antoine (détail).

Il a pour thème un rythme dochmiaque, méchant, agité, qui se transformera en danse de joie à la fin du troisième tableau, et reviendra pour la lumière finale, au moment du chant de la Résurrection, dans le huitième et dernier tableau.

### Frère Léon
Frère Léon, accompagné de François en chemin dans le premier tableau, a pour thème sa propre chanson : « J'ai peur, j'ai peur sur la route… ». Le saint lui explique que la joie parfaite est atteignable par l'acceptation de la souffrance dans le but de faire pénitence de ses péchés et de ceux des autres. Il est symbolisé par le chant de l'alouette.

### Frère Massée
Frère Massée a un thème mélodique très simple et très pur, soutenu par des accords à renversements transposés.

### Frère Élie
Frère Élie est accompagné, de façon assez caricaturale, par des glissendi des trombones et des cordes, par le Notou, oiseau de Nouvelle-Calédonie, et par les rythmes acidulés de la Rousserolle effarvatte.

### Frère Bernard
Frère Bernard a un thème mélodique joué par les cors et les cordes, il est souvent interrompu par Philemon (oiseau moine) de l'Île des Pins, confié à l'ensemble des bois.

## Références ornithologiques

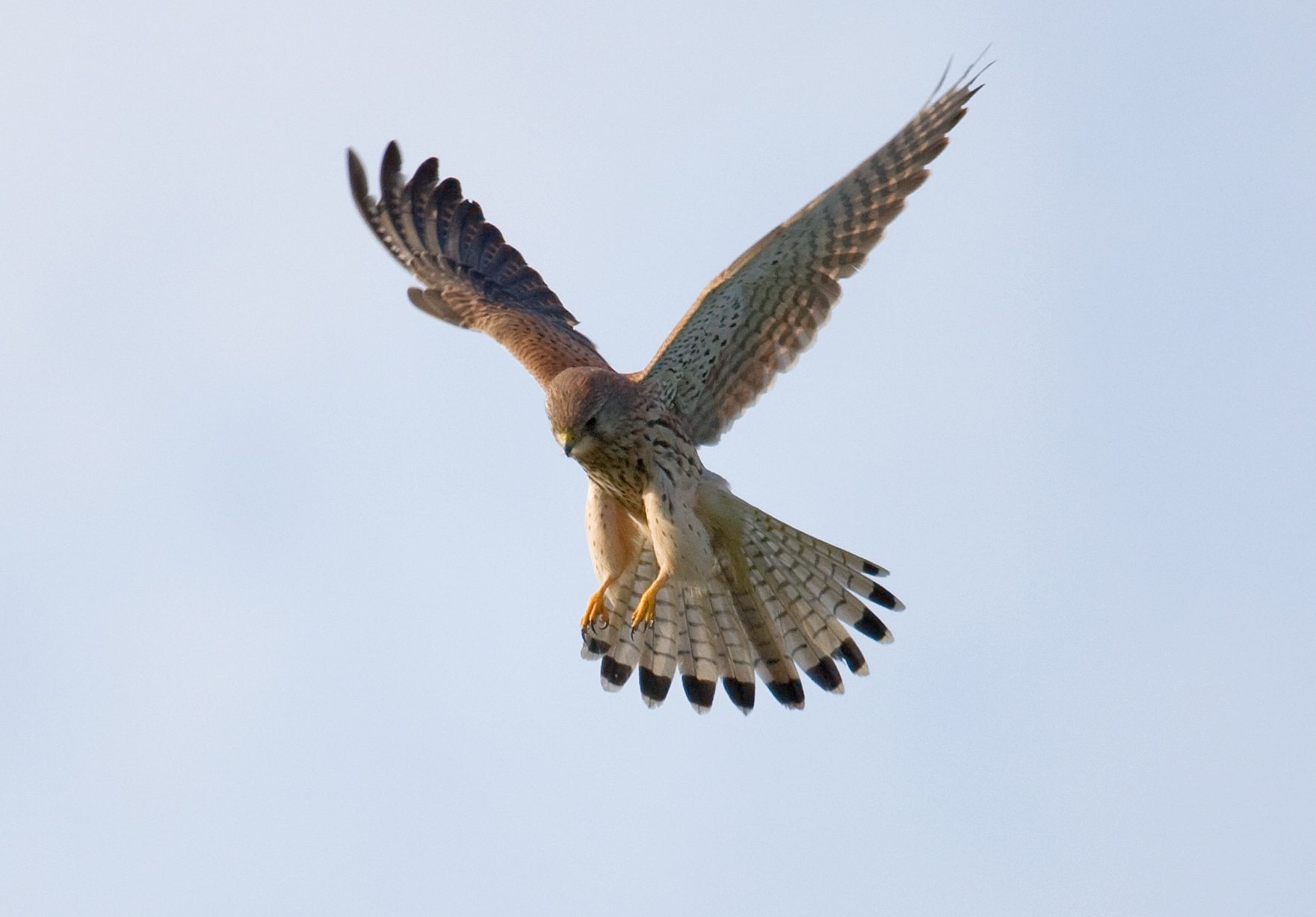
Le Faucon crécerelle annonce l'arrivée de l'Ange à Saint François (5e tableau).

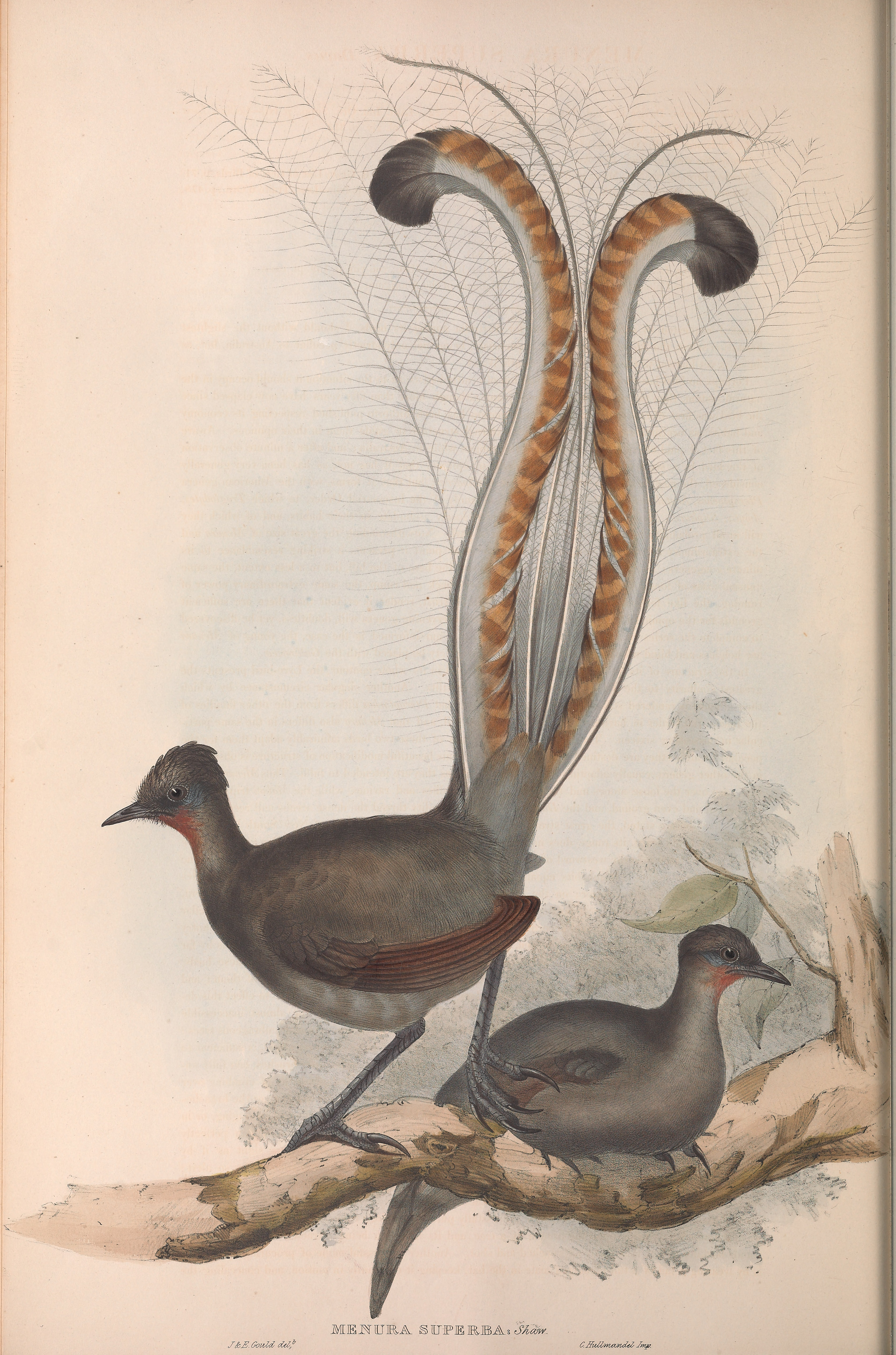
L'Oiseau-lyre est entendu à l'Onde Martenot.

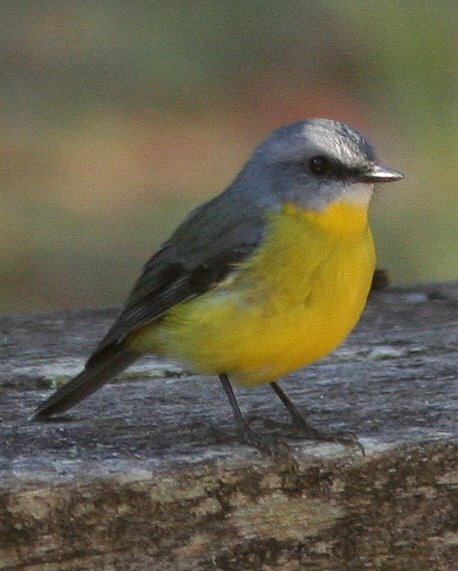
Le Rossignol à ventre jaune, de l'île des Pins, que l'on entend dans le 6e tableau.